# Грель, Эдуард
Август Эдуард Грель (нем. August Eduard Grell; 1800—1886) — немецкий органист, композитор, дирижёр, хормейстер и музыкальный педагог; директор академии пения в Берлине.

## Биография
Эдуард Грель родился 6 ноября 1800 года в городе Берлине; сын королевского Тайного секретаря в Департаменте лесного хозяйства Августа Вильгельма Греля.

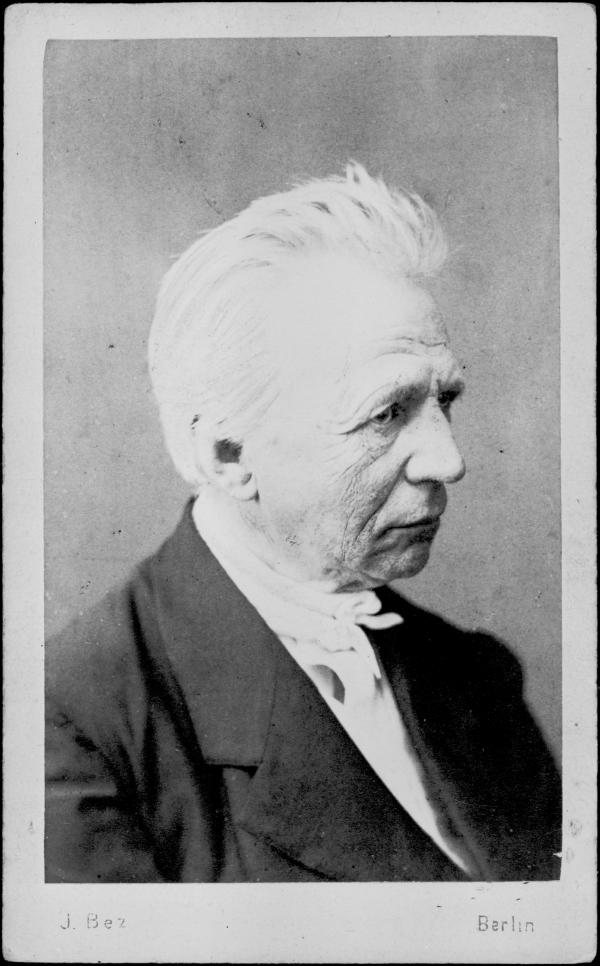
Эдуард Грель

Изучал музыку у Карла Фридриха Цельтера и Карла Фридриха Ругенхагена. По рекомендации Цельтера был принят органистом в Николаикирхе — самую древнюю из берлинских церквей.
Был избран пожизненным членом и директором Певческой академии в Берлине. Также преподавал в Королевском институте церковной музыки и занимал должность профессора композиции в Берлинской академии искусств, как знаток старинной церковной музыки, в особенности сочинений Палестрины. Среди его учеников был, в частности, Генрих Карл Иоганн Гофман.
Написал множество церковных музыкальных сочинений и других произведений, в частности три симфонии, три струнных квартета, ораторию «Израиль в Египте», увертюры и многое другое
Кавалер ордена Pour le Mérite и ордена Красного орла 4 степени, а также ордена за заслуги в области искусств и науки.
Август Эдуард Грель умер 10 августа 1886 года в родном городе.